# 2014年問題 (新幹線)
2014年問題（にせんじゅうよねんもんだい）とは、上越新幹線の沿線自治体・商工会議所が、北陸新幹線開業後に予想される観光と経済の問題を指す語である。
上越新幹線・ほくほく線の沿線自治体・商工会議所では「上越新幹線活性化同盟会」が結成されている。

## 概説
2014年度の北陸新幹線長野 - 金沢延伸開業前の時点において、東京と直江津・富山・金沢方面との間を鉄道で移動するには、上越新幹線の速達列車「とき」と、在来線の特急「はくたか」（六日町 - 犀潟間はほくほく線）を越後湯沢で乗り継ぐというのが時間上の最短経路であった。
2015年（平成27年）3月14日の北陸新幹線の新規区間（長野 - 金沢間）の開業後は、上記の利用者や航空路を利用する客が北陸新幹線に移ることによって増便や車両増備の必要が生じ、翌2016年に開通した北海道新幹線も加わると、東京-大宮間の線路容量が逼迫するため、比較的輸送人員に余裕のある上越新幹線の本数が削減される可能性があるとされていた。
東北新幹線と山形新幹線・秋田新幹線の例のように、東京 - 高崎間で上越新幹線と北陸新幹線を併結することで東京 - 大宮間の線路容量を確保する方法 も考えられたが、2013年10月にJR東日本とJR西日本が発表した北陸新幹線の運行体系の概要では、上越新幹線と北陸新幹線の併結については触れられなかった。
この上越新幹線の地位低下や、それに伴う上越新幹線沿線の中越地方・下越地方の観光や経済への影響、北陸新幹線開通後にJRから切り離される北陸本線や信越本線などの並行在来線問題、直江津・金沢方面への直通特急の廃止・減便が予想される北越急行の経営問題、といった諸問題を懸念し、予め活性化策を講じて問題を回避させることを上越新幹線活性化同盟会は目標としている。
2014年4月9日、JR東日本は日本経済新聞の取材に対し、金沢-新潟間の利便性を維持するためにえちごトキめき鉄道と協議のうえ上越妙高駅から信越本線新潟方面への接続列車を運行すること、上越新幹線の大幅な減便は行わないことを明らかにした。
2014年12月19日に、2015年3月14日に行われる予定のダイヤ改正の詳細が発表された。上越新幹線については、北陸新幹線開業によりデータイムを中心に一部の「とき」・「たにがわ」の運転本数の見直しがされるものの、大幅な減便はされないこととなった。また、上越妙高駅から信越本線新潟方面への接続列車については、特急「しらゆき」が新潟駅 - 上越妙高駅・新井駅間で運転されることとなった。